# Lady Gun Fighter
Pour plus de détails, voir Fiche technique et Distribution.
Lady Gun Fighter (The Stolen) est un western britannico-néo-zélandais coécrit et réalisé par Niall Johnson, sorti en 2017.

## Synopsis
Pendant l'été 1882, Charlotte Locktown et son époux David, un couple de britanniques aisés, venus s'installer dans une île au sud de la Nouvelle-Zélande, fondent une famille en accueillant leur premier enfant. Quelques mois plus tard, un soir, trois inconnus pénètrent dans leur maison, tuent David et kidnappent leur petit garçon. Dévastée mais déterminée, et face à l'impuissance de la police, Charlotte décide de retrouver son enfant toute seule. Après avoir reçu une photo de lui avec une demande de rançon, elle participe à la ruée vers l'or qui s'est emparée du pays afin d'obtenir des indices qui la mèneront vers l'homme responsable de la mort de son époux et de l'enlèvement de son fils.

## Fiche technique
- Titre original : The Stolen
- Titre français : Lady Gun Fighter
- Réalisation : Niall Johnson
- Scénario : Emily Corcoran et Niall Johnson
- Montage : David Thrasher
- Musique : Paul Lawler
- Photographie : Alun Bollinger
- Production : Emily Corcoran
- Sociétés de production : Cork Films, Head Gear Films, Kreo Films FZ, Metrol Technology et MiriquidiFilm
- Société de distribution : ACE Entertainment
- Pays d'origine :  Royaume-Uni,  Nouvelle-Zélande
- Langue originale : anglais
- Format : couleur
- Genre : western
- Durée : 98 minutes
- Date de sortie : 
  -  Nouvelle-Zélande : 23 novembre 2017
  -  France : 13 novembre 2018 (diffusion sur Canal + Cinéma)

## Distribution
- Alice Eve : Charlotte Lockton
- Graham McTavish : Bully
- Jack Davenport : Joshua McCullen
- Richard O'Brien : Russell
- Cohen Holloway : Hunter
- Gillian MacGregor : Heather
- Glen Levy : un bandit
- Mikaela Rüegg : Flamenco
- Stig Eldred : Klaus
- Stan Walker : Matai
- Lukas Hinch : David Lockton
- Emily Corcoran : Honey
- Ella Hope-Higginson : Betty
- Susannah Kenton : Mrs. Jones